# Big Star (sydkoreansk musikgrupp)
Big Star (hangul: 빅스타) är ett sydkoreanskt pojkband bildat 2012 av Brave Entertainment.
Gruppen består av de fem medlemmarna Baram, Raehwan, FeelDog, Sunghak och Jude.

## Karriär
Gruppen debuterade i juli 2012 med singeln "HOT BOY" från singelalbumet BIGSTART. Den 4 oktober samma år släpptes gruppens debut-EP BLOSSOM som kom med den nya singeln "Thinking of You". Gruppens tredje singel "I Got the Feeling" gavs ut den 28 november.
Gruppen tog sedan en paus på nästan ett år innan man kom tillbaka 2013 med sitt andra minialbum Hang Out som släpptes den 8 augusti. Skivan innehåller fem låtar och inkluderar den nya singeln "Run & Run". Den första videoteasern för singeln släpptes den 1 augusti och hela musikvideon hade premiär den 7 augusti. Låtens musikvideo har vistats fler än 200 000 gånger på Youtube. Gruppen gjorde sitt första liveframträdande med "Run & Run" i M! Countdown den 8 augusti och fortsatte att marknadsföra singeln flitigt med framträdanden i Music Bank den 9 augusti och i Inkigayo den 11 augusti. Singeln har nått plats 107 på Gaon Charts singellista medan Hang Out har nått plats 14 på albumlistan.

## Medlemmar
| Artistnamn   | Artistnamn | Födelsenamn   | Födelsenamn | Födelsedatum     |
| Romanisering | Hangul     | Romanisering  | Hangul      | Födelsedatum     |
| ------------ | ---------- | ------------- | ----------- | ---------------- |
| Baram        | 바람       | Lee Young-jun | 이영준      | 8 oktober 1990   |
| Raehwan      | 래환       | Kim Rae-hwan  | 김래환      | 15 februari 1992 |
| FeelDog      | 필독       | Oh Gwang-suk  | 오광석      | 26 februari 1992 |
| Sunghak      | 성학       | Jung Sung-hak | 정성학      | 16 januari 1993  |
| Jude         | 주드       | Kim Dong-hyun | 김동현      | 25 november 1994 |

## Diskografi

### Album
| Albuminformation                                         | Topplacering          |
| Albuminformation                                         | Sydkorea (Gaon Chart) |
| -------------------------------------------------------- | --------------------- |
| Bigstart (Singelalbum) - Släppt: 12 juli 2012            | —                     |
| Blossom (EP-skiva) - Släppt: 4 oktober 2012              | —                     |
| Hang Out (EP-skiva) - Släppt: 8 augusti 2013             | 14                    |
| Shine A Moon Light (EP-skiva) - Släppt: 4 september 2015 | —                     |

### Singlar
| År   | Titel               | Topplacering          |
| År   | Titel               | Sydkorea (Gaon Chart) |
| ---- | ------------------- | --------------------- |
| 2012 | "Hot Boy"           | —                     |
| 2012 | "Thinking of You"   | —                     |
| 2012 | "I Got the Feeling" | —                     |
| 2013 | "Run & Run"         | 107                   |
| 2013 | "Standing Alone"    | —                     |
| 2014 | "Forget U"          | —                     |
| 2015 | "Full Moon Shine"   | 98                    |